# Broken Silence (album)
Albums de Foxy Brown
Chyna Doll
(1999) Brooklyn's Don Diva
(2008)
Singles
1. Oh Yeah
Sortie : 4 mai 2001
2. B.K Anthem
Sortie : 4 mai 2001
3. Candy
Sortie : 21 août 2001
4. Tables Will Turn
Sortie : 2001

Broken Silence est le troisième album studio de Foxy Brown, sorti le 17 juillet 2001.
L'album s'est classé 3e au Top R&B/Hip-Hop Albums et 5e au Billboard 200 et a été certifié disque d'or par la Recording Industry Association of America (RIAA) le 20 août 2001.

## Liste des titres
| No  | Titre                                                                           | Contient un (des) sample(s) de | Durée |
| --- | ------------------------------------------------------------------------------- | --- | ----- |
| 1.  | Intro - Broken Silence (Produit par EZ Elpee)                                   | | 2:16  |
| 2.  | Fallin' (featuring Young Gavin – Produit par Livin' Proof et Young Gavin)       | Kol De Esh3at de Samira Saïd | 3:10  |
| 3.  | Oh Yeah (featuring Spragga Benz – Produit par Eddie Scoresazy)                  | 54-46 That's My Number de Toots & the Maytals Punky Reggae Party de Bob Marley What's Beef? de The Notorious B.I.G. My Downfall de The Notorious B.I.G. featuring DMC | 4:21  |
| 4.  | B.K. Anthem (Produit par Robert « Shim » Kirkland)                              | | 4:19  |
| 5.  | The Letter (featuring Ronald Isley – Produit par Ski)                           | | 6:58  |
| 6.  | 730 (Produit par Lofey)                                                         | | 4:13  |
| 7.  | Candy (featuring Natasha Hamilton – Produit par The Neptunes)                   | Buddy (Remix) de De La Soul | 3:44  |
| 8.  | Tables Will Turn (featuring Baby Cham – Produit par Dave Kelly)                 | | 3:32  |
| 9.  | Hood Scriptures (Produit par Young Gavin)                                       | Ya Boy de Ragheb Alama | 3:47  |
| 10. | Run Dem (featuring Baby Cham – Produit par Dave Kelly)                          | | 3:58  |
| 11. | 'Bout My Paper (featuring Mystikal – Produit par Ski)                           | | 4:00  |
| 12. | Run Yo Shit (featuring Capone-N-Noreaga – Produit par Robert « Shim » Kirkland) | | 4:22  |
| 13. | Na Na Be Like (Produit par Nokio)                                               | | 3:35  |
| 14. | Gangsta Boogie (Produit par The Neptunes)                                       | | 4:15  |
| 15. | I Don't Care (featuring Kori – Produit par Live Wire et Young Gavin)            | | 2:19  |
| 16. | So Hot (featuring Young Gavin – Produit par DJ Clue? et Ken « Duro » Ifill)     | | 3:43  |
| 17. | Saddest Day (featuring Wayne Wonder – Produit par Anthony Kelly)                | Saddest Day of My Life de Wayne Wonder | 4:44  |
| 18. | Broken Silence (Produit par DJ Envy, Mono et Young Gavin)                       | Broken Wings de Mr. Mister | 4:57  |